# ГЕС Барклі
ГЕС Барклі (англ. Barkley Dam))– гідроелектростанція у штаті Кентуккі (Сполучені Штати Америки). Знаходячись після ГЕС Cheatham (36 МВт), становить нижній ступінь каскаду на річці Камберленд, лівій притоці Огайо, котра в свою чергу є лівою притокою Міссісіпі (басейн Мексиканської затоки).
У 1957-1964 роках річку перекрили греблею висотою від підошви фундаменту 48 метрів (висота від тальвегу 33 метри) та довжиною 3103 метри. Вона включає бічні земляні ділянки загальною довжиною  2659 метрів (потребували 2,8 млн м3 породи) та бетонні секції: судноплавний шлюз (розміри камери 244х34 метри), водопропускну споруду і машинний зал (довжина цих частин 67, 245 та 131 метр відповідно). 
Гребля утримує витягнуте по долині річки на 190 км водосховище з площею поверхні від 183 км2 до 378 км2 та об’ємом 2568 млн м3, з яких лише 319 млн м3 складають постійний корисний об’єм, а 1815 млн м3 зарезервовані для протиповеневих заходів. Резервуар має припустиме коливання рівня у операційному режимі між позначками 107,9 та 109,4 метра НРМ, зі збільшенням останнього показника до 114,3 метра НРМ у випадку повені. Можливо також відзначити, що сховище за допомогою каналу довжиною 2,8 км з шириною по дну 122 метра та мінімальною глибиною 3,3 метра сполучене з водосховищем ГЕС Кентуккі (нижній ступінь каскаду на річці Теннессі, котра впадає до Огайо за 18 км нижче від устя Камберленд).
Інтегрований у греблю машинний зал в 1966-му обладнали чотирма турбінами типу Каплан потужністю по 32,5 МВт, які при напорі у 13 метрів забезпечують виробництво 582 млн кВт-год електроенергії.
У другій половині 2010-х оглосили про проект збільшення потужності агрегатів до показника у 41,9 МВт.